# Mil V-7
Mil V-7 (rusky В-7) byl sovětský čtyřmístný experimentální vrtulník z roku 1959 poháněný dvojicí proudových motorů na koncích listů rotoru (na každém listu jeden motor). Je to první vrtulník v Sovětském svazu s proudovými motory umístěnými na hlavním rotoru, vyrobila jej konstrukční kancelář Mil. Postaven byl pouze jeden prototyp, další tři rozpracované nebyly dokončeny.

## Vývoj a konstrukce
V polovině 50. let 20. století byl v podstatě hotov vývoj vrtulníku Mil Mi-6 a Milova konstrukční kancelář se začala zabývat problematikou dalšího zvýšení nosnosti helikoptér. Mezi úkoly s nejvyšší prioritou patřil v těchto letech i projekt vrtulníku s proudovými motory umístěnými na koncích listů hlavního rotoru. Jeho rotaci by vyvolával tah těchto proudových motorů. Předpokládalo se, že díky této koncepci se sníží hmotnost stroje a zjednoduší jeho kostra, následkem čehož bude vyšší nosnost. Odstraněním přenosové soustavy by případně odpadla i potřeba vyrovnávacího ocasního rotoru. Jako nejvhodnější pohonná jednotka se jevil malý proudový turbomotor. OKB Mil (neboli konstrukční kancelář Mil) uvažovala toho času o tomto konceptu pro ultra-těžkou helikoptéru s hlavním rotorem o průměru cca 60 m. Michail Leonťjevič Mil ale nejprve hodlal vyzkoušet tuto koncepci na menším experimentálním stroji, který by pomohl vyřešit některá technologická úskalí. Pro tuto myšlenku získal pozornost představitelů ozbrojených složek i civilního letectví a 20. prosince 1956 byl sovětskou vládou vydán příkaz k vývoji takového vrtulníku, označeného jako V-7.
V prosinci 1957 byl hotov návrh tohoto do té doby nejmenšího a nejlehčího vrtulníku značky Mil. V podniku č. 329 započala výroba stroje pod vedením šéfinženýra A. V. Kočkina, jehož později nahradil G. G. Lazarev. Konstrukce malého vrtulníku byla jednoduchá, kovový trup byl vejčitého tvaru, nahoře byla nadstavba s převodovou soustavou, hřídelí hlavního rotoru a dalším doplňkovým příslušenstvím. Hřídel hlavního rotoru nesla rotorovou hlavu se dvěma listy. Vrtulník měl 3 dveře, mimo pilota mohl nést ještě 3 další osoby, případně jednoho zraněného pacienta na nosítkách a jednoho zdravotníka. Palivová nádrž byla pod podlahou. Čerpadlo přečerpávalo palivo do palivového regulátoru, odkud se trubkami dostávalo do hlavního rotoru a zde pak vlivem odstředivé síly do turbomotorů na koncích rotorových listů. Zkoušky ve větrném tunelu odhalily, že bude zapotřebí ocasní rotor pro stabilitu a ovládání směru. Malý dvoulistý rotor byl přimontován na tyči k zadní části trupu. V-7 se stal prvním vrtulníkem OKB Mil vybaveným ližinovým podvozkem. Tlumiče pro absorpci otřesů při přistání byly namontovány k zadní příčné vzpěře. V případě úspěšných testů byla zamýšlena i vojenská verze V-7.
Úspěch z velké míry závisel na efektivní pohonné jednotce schopné spolehlivého provozu při konstantní odstředivé síle a vysokém přetížení a rovněž na kvalitním zpracování palivové soustavy (dodávek paliva do motorů). Bylo osloveno několik konstrukčních kanceláří zabývajících se výrobou motorů, z nich pouze šéfkonstruktér kanceláře OKB-478 Alexandr Georgijevič Ivčenko přislíbil pomoc při návrhu speciálního motoru. Jím vytvořený motor Ivčenko AI-7 o tahu 70 kilopondů byl jednoduché koncepce s radiálním kompresorem a jednokomorovou turbínou. Motory byly dodány do Milovy OKB v prosinci 1959 dlouho poté, co byl trup hotov. Objevily se potíže, které musely být řešeny např. dodatečným chlazením. Nicméně i tak se ukázalo, že zabudování motorů, resp. jejich bezchybný chod bude dlouhodobější záležitostí. OKB si vyžádala asistenci odborníků z CIAM (Centrální institut leteckých motorů) pro urychlení vylepšení a přepracování AI-7. I tak si přestavba vyžádala několik let.
Motory byly schopné pracovat v prostředí silných odstředivých sil až v roce 1962, 19. února byl učiněn první pokus o vznes. Helikoptéra se však neodlepila od země, pokroutily se listy hlavního rotoru. Stroj se navíc ocitl v silných vibracích. Motory byly odeslány Ivčenkovi k modifikaci, listy byly opraveny a provedlo se ještě několik dalších úprav na V-7.
Testy pokračovaly v dubnu 1965, ale jeden z dvojice motorů se zasekl při spuštění. Musel být vrácen výrobci (Ivčenkova OKB). 20. září 1965 se V-7 mírně vznesl a bylo konečně dosaženo relativně stabilního režimu visu. Zkoušky řídil V. A. Koloskov. Visení bylo docíleno za snížených otáček za minutu (rotace rotoru) s ohledem na možnost zkroucení a ohýbání listů rotoru. Cílem bylo zvyšovat postupně rotaci. 11. listopadu 1965 se testovaly maximální otáčky a motory běžely na výkon potřebný pro vzlet. Oba motory se rozpadly téměř ve stejný moment. Ukázalo se, že nastavení výkonu motorů pro vzlet bylo zároveň výkonem kritickým. Radiální kompresory začaly oscilovat a uvolnily se, což mělo za následek zničení motorových jednotek. Samotná helikoptéra nedoznala žádných dalších úhon, pouze lehce dosedla na zem. Konstruktéři museli připustit, že další vývoj je zbytečný. Vkládali sice své naděje do nového turbomotoru MD-3 vyvíjeného CIAM, ale ten potřeboval více času k dokončení. Spotřeba paliva u koncepce V-7 se ukázala být vyšší, než byla původně odhadována. Motory byly také dost hlučné. Šéfkonstruktér M. L. Mil dospěl k přesvědčení, že ke zvýšení nosnosti vrtulníků nebude tento projekt využit. Vývoj V-7 byl zastaven.
Prototyp V-7 je vystaven v Ústředním muzeu vojenského letectva v Moninu nedaleko Moskvy.

## Specifikace
Data z 

### Technické údaje
- Posádka: 1
- Kapacita: 3 cestující
- Délka:[pozn. 1] 6,23 m
- Výška:[pozn. 2] 2,91 m
- Průměr rotoru: 11,6 m
- Prázdná hmotnost:[pozn. 3] 730 kg
- Vzletová hmotnost: 835 kg
- Maximální vzletová hmotnost: 1 050 kg
- Pohon: 2× proudový motor Ivčenko AI-7, tah pův. 70 kilopondů